# Theodor van Eupen

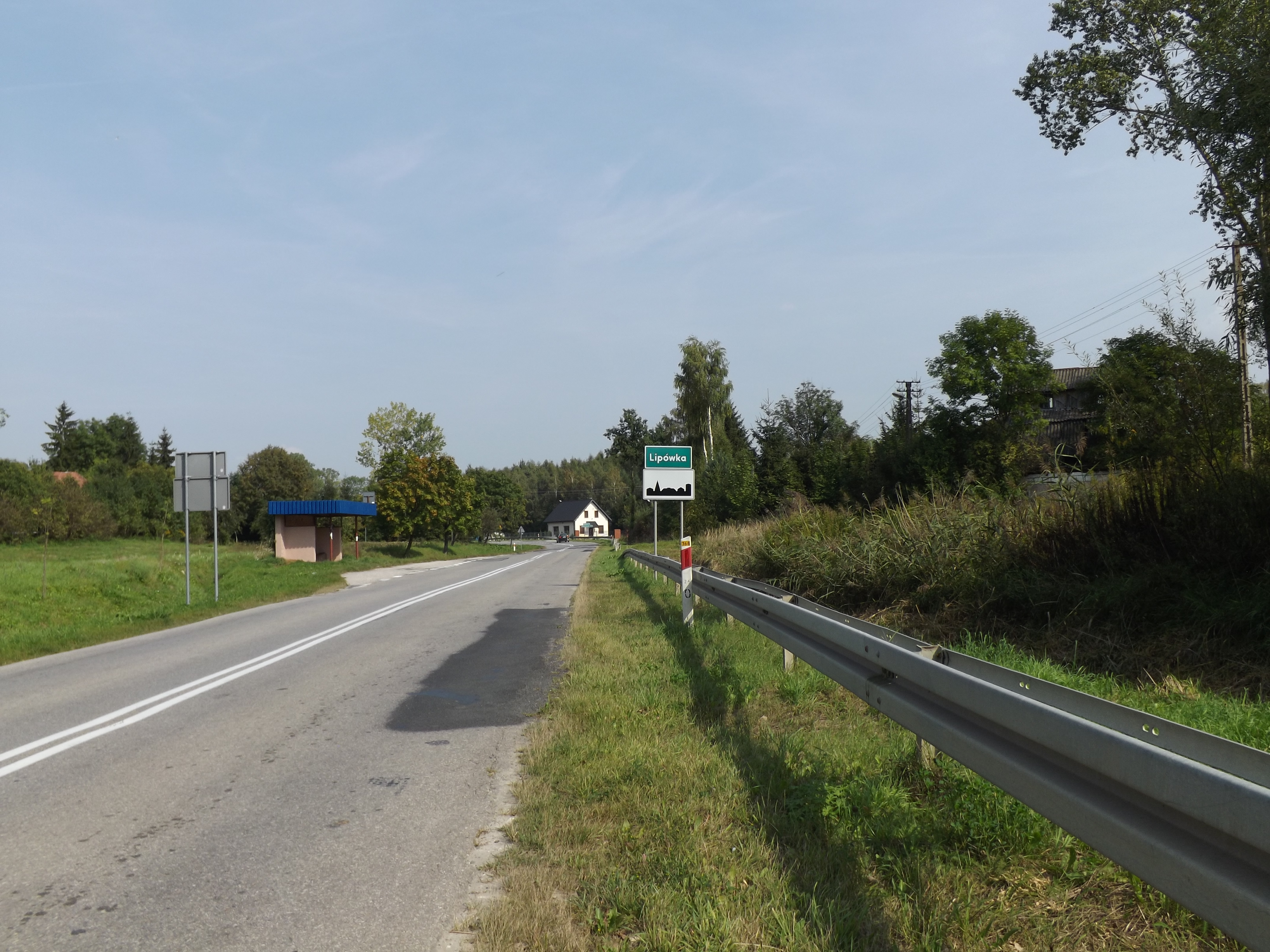
Wieś Lipówka, w której zabity został Theodor van Eupen, zbrodniarz z obozu w Treblince

Theodor van Eupen (ur. 24 kwietnia 1907 w Düsseldorfie, zm. 11 grudnia 1944 w Lipówce) – zbrodniarz hitlerowski, członek SS w stopniu Hauptsturmführera, komendant niemieckiego obozu karnego w Treblince i obozu pracy w Młodzawach Dużych.

## Życiorys
Adwokat. Członek SS o nr identyfikacyjnym 4528. Komendantem obozu karnego w Treblince był przez cały okres jego funkcjonowania (od lata 1941 do 23 lipca 1944 roku). W czasie pełnienia tej funkcji, 21 października 1941 roku został awansowany do stopnia SS-Hauptsturmführera. W styczniu 1943 roku brał udział w deportacjach warszawskich Żydów do obozu zagłady Treblinka II. 
Z powodu ofensywy Armii Czerwonej na froncie wschodnim, opuścił obóz i w połowie sierpnia 1944 roku przybył do Chrobrza wraz z oddziałem liczącym 50 SS-manów. Przez pewien czas stacjonował w Młodzawach Dużych, gdzie był komendantem znajdującego się tam niemieckiego obozu pracy, przez który przeszło około 20 tysięcy Polaków. Strażnikami byli tam sami Niemcy z SS. Za uchylanie się od pracy karano śmiercią: między innymi w Młodzawach Dużych Niemcy zastrzelili 3 kobiety. SS-mani oddziału von Eupena maltretowali ludność polską, bili i szczuli psami. Po pewnym czasie Eupen przeniósł się do Chrobrza, gdzie jego pluton SS urządził sobie własny „Stützpunkt" w gospodarstwie Edmunda Wojtasika. Głównym zadaniem tego oddziału SS było zmuszanie mieszkańców wsi nadnidziańskich do kopania rowów. Praca trwała od rana do wieczora. SS-mani egzekwowali te czynności z niezwykłą brutalnością, nie cofając się przed strzelaniem do ludzi.
Eupen został zabity 11 grudnia 1944 r. we wsi Lipówka w wyniku zasadzki zorganizowanej przez oddział partyzancki "Awangarda" dowodzony przez Wasyla Tichonina . Akcję zaplanowano na podstawie informacji uzyskanych przez wywiad Armii Ludowej . Do zamachu doszło przed zabudowaniami wsi, na drodze od strony Pińczowa. Ostrzelany przez partyzantów samochód zapalił się, a jadący nim Niemcy zaczęli uciekać. Zastrzeleni zostali wtedy dwaj niemieccy podoficerowie i jeden lotnik, sam Theo van Eupen przedostał się opłotkami na drugą stronę wsi i, niezauważony przez mieszkańców, schronił się na strychu ostatniego domu, znajdującego się ok. 150 m przed odejściem drogi na Dziewięczyce. Niedługo potem do zabudowań dotarli partyzanci poszukujący uciekiniera. Rosjanin, grożąc bronią, kazał Wincentemu Bartosikowi wejść na strych, osłaniając się w ten sposób przed ewentualnym ostrzelaniem. Na strychu, pod pamułą leżała wiązka słomy, spod której wystawały buty. Rosjanin serią z karabinu zabił ukrywającego się Niemca, po czym zrzucił jego ciało ze strychu do sieni i pozostawił przerażonym domownikom. Po pewnym czasie partyzanci radzieccy zabrali ciała zabitych Niemców na podwody, wywieziono je poza wieś wrzucono do stawu zwanego Rachwalec znajdującego się już na terenie sąsiedniej wsi – Węchadłowa.
Tożsamość Eupena ustalono na podstawie znalezionych przy nim dokumentów. Norbert Michta stwierdził: Najcenniejszą jednak zdobycz partyzantów stanowiła mapa operacyjna z naniesioną dyslokacją wojsk niemieckich nad Wisłą [...] Portfel hauptsturmführera otrzymał na pamiątkę Dowódca okręgu PPR i AL „Wiślica” Franciszek Kucybała – „Stary Franek”.
Następnego dnia zwłoki Eupena zostały wydobyte z jeziorka przez przybyły oddział niemiecki i przewiezione do Lipówki a następnie do Jędrzejowa, gdzie prawdopodobnie zostały pochowane 13 grudnia 1944 roku.